# Eriksholm: The Stolen Dream
Eriksholm: The Stolen Dream — приключенческая компьютерная игра с элементами стратегии и стелс, разработанная студией River End Games. Компания Nordcurrent выпустила игру для платформ Windows, PlayStation 5, Xbox Series X/S 15 июля 2025 года. События в игре происходят в вымышленном городе Эриксхольм, напоминающем архитектурой и обликом реальные скандинавские города начала XX века. Героиня игры, сирота Ханна, разыскивает в Эриксхольме своего пропавшего брата Германа. Игрок, управляя Ханной и ещё двумя ещё товарищами, должен исследовать город, выполнять задания и решать головоломки, а также использовать скрытность, чтобы избегать врагов.

## Геймплей
Eriksholm: The Stolen Dream — приключенческая игра, которую разработчики также описывали как стратегическую стелс-игру. Eriksholm использует трёхмерную графику и положение камеры в отдалении с видом сверху, схожую с изометрической проекцией. Камера не привязана к игровому персонажу, её можно свободно перемещать, чтобы изучить окрестности и спланировать предстоящие действия. Изначально доступен один персонаж — юная сирота Ханна, которая отправляется на поиски своего пропавшего брата Германа в вымышленном городе Эриксхольм. По мере прохождения сюжета к Ханне присоединяются ещё два персонажа — Альва и Себастьян, которыми сможет управлять игрок. В дальнейшем игрок может в любой момент переключаться между персонажами и использовать их совместно для выполнения заданий с разными вариантами решения, а также для разгадывания головоломок. У каждого персонажа есть уникальные навыки, инструменты и оружие: например, Ханна может ползать по вентиляционным шахтам и стрелять во врагов усыпляющими дротиками, Альва — забираться по водосточным трубам и некоторым стенам, а Себастьян — плавать. Игроку необходимо использовать скрытность, чтобы избегать врагов. Если персонажа заметил враг, игра возвращается к моменту незадолго до этого события. В локациях игры есть разнообразные секреты, предметы, которые можно собирать, и разные пути и способы прохождения для разных персонажей. В стелс-сегментах, требующих для прохождения скрытности, игрок должен учитывать линии видимости и звуки, чтобы избежать обнаружения.

## Сюжет
События в игре происходят в вымышленном городе Эриксхольм. В начале игры сирота Герман, брат главной героини Ханны, крадет некую ценную вещь — более ценную, чем он мог предполагать — и исчезает. Ханна и её новые товарищи Альва и  Себастьян отправляются на поиски Германа. В ходе цепочки дальнейших событий эти выходцы из трущоб становятся для города символами перемен.

## Разработка и выпуск
Eriksholm: The Stolen Dream разработала студия River End Games — это небольшой коллектив, в котором работает 17 или 19 человек. В состав студии входят опытные разработчики, ранее трудившиеся над такими проектами, как Battlefield, Little Nightmares, Mirror's Edge и Unravel. На создание игрового мира разработчиков вдохновили скандинавские города и архитектура начала XX века, в частности, город Гётеборг, где расположена сама студия, а также шведские города Стокгольм и Мальмё. Для креативного директора студии Андерса Хейденберга источником вдохновения послужил анимационный фильм Studio Ghibli «Ведьмина служба доставки», где изображён вымышленный, но детально проработанный европейский город. Разработка сценария игры началась с создания мира — в студии придумали вымышленный мир со своей историей, культурой, атмосферой и эстетикой, лишь позже начали заселять его персонажами и ещё позже — писать историю с особо полюбившимися героями. 
Студия колебалась между игровыми движками Unreal Engine 5 и Unity и в итоге выбрали Unreal Engine, поскольку этот движок поддерживал физически корректный рендеринг. Изначально студия использовала собственную технологию для сканирования лиц — этот процесс давал хорошие результаты, но был «очень медленным и утомительным». В итоге разработчики перешли на технологию MetaHuman от Epic Games — с её помощью получалось легко создавать персонажей с реалистично выглядящей внешностью и переносить на них мимику актёров. Для оптимизации производительности студия использовала «запечённое освещение», а для предрендеренных катсцен полагалась на технологию освещения Lumen, тоже поддерживаемую Unreal Engine.
Eriksholm: The Stolen Dream была анонсирована на выставке Future Games Show в июне 2024 года. Выпуск игры для платформ Windows, PlayStation 5 и Xbox Series X/S состоялся 15 июля 2025 года.

## Отзывы
| Сводный рейтинг       | Сводный рейтинг                        |
| Агрегатор             | Оценка                                 |
| --------------------- | -------------------------------------- |
| Metacritic            | 78/100 (PC) 85/100 (PS5) 78/100 (XBXS) |
| OpenCritic            | 80/100 (83 %)                          |
| «Критиканство»        | 80/100                                 |
| Иноязычные издания    |                                        |
| Издание               | Оценка                                 |
| Edge                  | 7/10                                   |
| Eurogamer             | [ 14 ]                                 |
| Game Informer         | 8,25/10                                |
| GamePro               | 84/100                                 |
| GameStar              | 86/100                                 |
| PCGamesN              | 4/10                                   |
| PC Gamer (US)         | 77/100                                 |
| The Games Machine     | 8,6/10                                 |
| WorthPlaying          | 8/10                                   |
| Русскоязычные издания |                                        |
| Издание               | Оценка                                 |
| GameMAG.ru            | 8/10                                   |
| GoHa.Ru               | «Хорошо»                               |
| StopGame.ru           | «Похвально»                            |
| «Игромания»           | 8/10                                   |

Eriksholm: The Stolen Dream получила «в основном положительные отзывы» от критиков, согласно агрегатору рецензий Metacritic. По данным OpenCritic, 83 % рецензентов рекомендовали игру, средняя оценка от ведущих критиков составила 80 баллов из 100.